# Атіку Абубакар
Атіку Абубакар (англ. Atiku Abubakar; нар. 25 листопада 1946, Джада, штат Адамава) — нігерійський бізнесмен, меценат і політик, 11-й віцепрезидент Нігерії з 1999 по 2007 рік під головуванням Олусегуна Обасанджо. Він є членом Народно-демократичної партії.
Абубакар є співзасновником компанії Intels. Він також є засновником Adama Beverages Limited і Американського університету Нігерії в місті Йола.

## Біографія
Вивчав право в Університеті Ахмаду Белло, який закінчив у 1969 році. Абубакар працював у митній службі протягом двадцяти років, обіймав посаду заступника директора. Займається політичною діяльністю з 1989 року. Він балотувався на посаду губернатора штату Гонгола (нині штати Адамава і Тараба) у 1991 році, балотувався у президенти у 1993 році, посівши третє місце на праймеріз Соціал-демократичної партії.
У 1998 році він був обраний губернатором штату Адамава.
Кандидат на посаду президента від Конгресу дій на виборах у 2007 році. Він посів третє місце, отримавши близько 7 % голосів підтримки.